# 부국증권
부국증권주식회사는 대한민국의 증권회사이다. 주요 사업은 유가증권 매매, 유가증권 위탁매매, 유가증권 인수, 유가증권매매 중개, 증권저축 등이다.

## 연혁
- 1954년 8월 25일 : 부국증권 주식회사 설립
- 1974년 4월 5일 : 본점 이전 : 서울특별시 중구 을지로 2가 199-45
- 1974년 12월 26일 : 자본금 1억원으로 증자
- 1975년 2월 19일 : 본점 이전 : 서울특별시 중구 을지로 2가 163번지
- 1975년 10월 1일 : 자본금 5억원으로 증자
- 1977년 9월 5일 : 자본금 10억원으로 증자
- 1977년 12월 28일 : 본점 이전 : 서울특별시 중구 명동 2가 2번지의 20
- 1977년 12월 30일 : 을지로 지점 설치
- 1979년 7월 2일 : 본점 이전 : 서울특별시 중구 명동 2가 31의 1
- 1980년 1월 11일 :  자본금 20억원으로 증자
- 1980년 12월 30일 : 충무로 지점 이전 및 명동지점으로 명칭변경
- 1982년 5월 31일 : 자본금 30억원으로 증자(유상증자)
- 1982년 6월 16일 : 자본금 40억원으로 증자
- 1982년 7월 9일 : 증권업 추가 허가 : 유가증권의 인수, 매출 모집 또는 매출의 주선
- 1982년 12월 28일 : 자본금 50억원으로 증자(유상증자)
- 1985년 4월 22일 : 광화문지점 이전 및 중앙지점으로 명칭 변경
- 1985년 4월 29일 : 본점이전 : 서울특별시 영등포구 여의도동 34-2호
- 1986년 6월 16일 : 영동 지점 설치
- 1986년 10월 6일 : 을지로 지점 이전 및 강남지점으로 명칭 변경
- 1987년 12월 21일 : 성남지점 설치
- 1988년 5월 30일 중앙 지점 이전 및 개포지점으로 명칭 변경
- 1988년 6월 29일 자본금 180억원으로 증가(유상증자)
- 1988년 7월 19일 주식상장(한국증권거래소)
- 1988년 10월 21일 자본금 200억원으로 증가(유상증자)
- 1988년 11월 10일 신촌 지점 설치
- 1989년 3월 13일 부산 남천 지점 설치
- 1989년 3월 21일 자본금 290억원으로 증자(유상증자)
- 1989년 4월 24일 마산 지점 설치
- 1989년 5월 27일 자본금 300억원으로 증가(주식배당)
- 1989년 8월 1일 부천 지점 설치
- 1989년 8월 7일 영동 지점 이전 및 명칭 변경 : 압구정 지점
- 1989년 10월 11일 자본금 420억원으로 증자(유상증자)
- 1989년 10월 23일 자본금 525억원으로 증자(무상증자)
- 1990년 2월 1일 부전동 지점 설치
- 1990년 3월 12일 올림픽지점 설치
- 1991년 1월 28일 부산지점 이전
- 1991년 12월 23일 부산 남천지점 폐지
- 1992년 1월 3일 고양지점 설치
- 1992년 3월 31일 압구정 지점 폐지
- 1992년 11월 30일 신촌지점 이전
- 1993년 1월 4일 평촌지점 설치
- 1993년 9월 20일 성남지점 이전
- 1994년 3월 28일 올림픽지점 이전
- 1994년 6월 27일 평촌지점 이전
- 1994년 7월 25일 부전동 지점 이전 및 서면지점으로 명칭 변경
- 1994년 8월 10일 압구정 지점 설치
- 1995년 1월 19일 서초지점 설치
- 1995년 4월 24일 김포지점 설치
- 1995년 5월 27일 자본금 668억원으로 증자(주식배당)
- 1995년 7월 3일 평촌지점 이전
- 1995년 8월 11일 목동지점 설치
- 1995년 8월 14일 신촌 지점 이전 및 연희지점으로 명칭 변경
- 1995년 10월 16일 개포 지점 이전 및 양재지점으로 명칭 변경
- 1995년 11월 6일 강남지점 이전
- 1996년 3월 11일 서면지점 이전
- 1996년 11월 4일 중동지점 설치
- 1998년 3월 16일 금촌지점 설치
- 1998년 3월 17일 분당지점 설치
- 1998년 8월 31일 서면지점 폐지
- 1998년 9월 14일 일산지점 설치
- 1998년 9월 21일 압구정지점 이전 및 신사지점으로 명칭 변경
- 1998년 9월 28일 성남지점 이전
- 1998년 11월 30일 서초지점 폐지
- 1999년 2월 8일 중동 지점 이전
- 1999년 2월 10일 부산 연산영업소 설치
- 1999년 3월 15일 구리지점 설치
- 1999년 7월 26일 명동지점 이전 및 광화문지점으로 명칭변경
- 1999년 12월 27일 대구지점 설치
- 2000년 1월 14일 인천지점 설치
- 2000년 1월 24일 하남지점 설치
- 2000년 1월 28일 산본 사이버영업소 설치
- 2000년 3월 8일 관악지점 설치
- 2000년 3월 16일 계양지점 설치
- 2000년 3월 24일 화정 사이버영업소 설치
- 2000년 5월 15일 제일은행 연계계좌개설 서비스
- 2000년 7월 3일 대구동지점 설치
- 2001년 2월 28일 일산지점 폐지
- 2001년 6월 9일 산본사이버영업소 폐지
- 2001년 6월 16일 관악지점 폐지
- 2001년 7월 10일 신사지점 폐지
- 2001년 7월 14일 부산 연산영업소 폐지
- 2001년 11월 30일 광화문지점 폐지
- 2002년 6월 28일 대구동지점 폐지
- 2002년 8월 31일 화정사이버 영업소 폐지
- 2003년 2월 26일 대구지점 폐지
- 2003년 3월 14일 구리지점 폐지
- 2003년 3월 21일 하남지점 폐지
- 2004년 2월 6일 인천지점 폐지
- 2004년 4월 16일 마산지점 폐지
- 2004년 4월 26일 연희지점 이전
- 2005년 1월 21일 평촌지점 폐지
- 2006년 4월 3일 부천지점 이전
- 2006년 6월 26일 고양지점 이전
- 2007년 1월 10일 HTS BestWay 가동
- 2008년 4월 TradeStation 자동주문 프로그램 개발
- 2008년 4월 KRX 차세대 및 금리선물시스템 개발
- 2008년 12월 RISK 관리시스템 개발
- 2009년 2월 4일 금융투자업 인가 (투자매매업, 투자중개업)
- 2009년 11월 18일 금융투자업 인가 (장내파생상품)
- 2010년 1월 4일 BestWon(선물업)서비스 오픈
- 2010년 7월 5일 시흥지점 설치
- 2011년 9월 26일 올림픽지점 이전
- 2012년 2월 20일 금촌지점 이전
- 2012년 5월 25일 전평 대표이사 사장 취임
- 2012년 12월 21일 양재지점, 올림픽지점 폐지
- 2013년 6월 28일 시흥지점 폐지
- 2014년 3월 14일 부산지점, 부천지점, 김포지점, 분당지점 폐지
- 2014년 12월 31일 연희지점, 목동지점, 금촌지점 폐지
- 2019년 3월 22일 박현철 대표이사 사장 취임
- 2023년 4월 27일 부국캐피탈 설립
- 2024년 6월 30일 강남지점 폐지